# Marcin Tretter
Marcin Tretter – drukarz działający w Gdańsku na początku XVI wieku.
Brak jest danych biograficznych na jego temat. Wiadomo, że w 1502 wytłoczył dwa druki we Frankfurcie nad Odrą. Był w tym mieście pierwszym drukarzem; z jego warsztatu wyszedł zbiór sentencji duchownych Johanna Geilera de Keysersberg Das büchlen wirt genent der bawm der selen heil vnd der Seligkeit oraz łacińskie tłumaczenie tego dzieła opracowane przez Johannesa Schiplitza (Arbor salutis anime).
W 1505, na co najmniej dwa lata, Tretter przybył do Gdańska. Tutaj był drugim drukarzem w historii, kilka lat wcześniej działał bowiem inny wędrowny typograf Konrad Baumgarten. Z druków gdańskich Trettera zachowały się: podręcznik spowiedzi Dys buchlein weist den wertlichen pristeren vnde leuten... (1505), dzieło medyczne o zachowaniu się podczas zarazy In dissem buchlein vindestu dy allir schonste regirunge yn der pestilentia (1505) oraz jednokartkowy tekst modlitwy do Matki Boskiej z odpustem papieża Sykstusa IV (1506). Ten ostatni druk uzupełniony został o drzeworyt Madonna w słońcu – taki sam widnieje na druku z Uppsali z 1515.
W gdańskim warsztacie Tretter dysponował szwabachą tekstową, identyczną z lipskimi czcionkami Martina Landsberga, chociaż bardziej zużytą i o niższym poziomie wykonania. Zasób typograficzny tłoczni Trettera wykorzystywał od 1512 w Gdańsku (potem w Królewcu) drukarz Jan Weinreich. Dalsze losy samego Trettera nie są znane.